# David Azrieli
David Joshua Azrieli, né le 10 mai 1922 à Maków Mazowiecki en Pologne et mort le 9 juillet 2014 à  Ivry-sur-le-Lac  au Québec, Canada à l'âge de 92 ans, était un architecte et promoteur immobilier israëlo-canadien.

## Biographie
Il a quitté l'Europe durant la Seconde Guerre mondiale pour se réfugier en Union soviétique puis en Palestine mandataire. 
Il a étudié l'architecture au Technion. 
Il a combattu en 1948 pour la guerre israélo-arabe de 1948. 
Après avoir immigré à Montréal en 1954, il a fondé Canpro Investments en 1958. 
En 1973, il démolit de manière controversée la maison Van Horne, malgré une opposition généralisée. Sa destruction de la résidence contribue à galvaniser le mouvement de préservation des édifices patrimoniaux à Montréal,.
Sa fortune s'élevait à environ 3,54 milliards $ selon le classement de Forbes en 2014.
En 1957, il épouse Stephanie Lefcourt. Ils ont quatre enfants: Rafael, Sharon, Naomi and Dana.
Il est le fondateur de la Fondation Azrieli en 1989.

## Distinctions
- 1984 - Membre de l'Ordre du Canada
- 1999 -  Chevalier de l'Ordre national du Québec